# AquaNox
 (novembre 2018).
Si vous disposez d'ouvrages ou d'articles de référence ou si vous connaissez des sites web de qualité traitant du thème abordé ici, merci de compléter l'article en donnant les références utiles à sa vérifiabilité et en les liant à la section « Notes et références ».
 (juin 2022).
AquaNox est un jeu vidéo de tir à la première personne développé par Massive Development et publié par Fishtank Interactive en 2001.
La série comprend AquaNox, AquaNox 2: Revelation, AquaNox: The Angel's Tears et AquaNox: Deep Descent. Le précurseur de cette série est Archimedean Dynasty, un jeu sorti en 1996 sur DOS.
L'une des caractéristiques les plus frappantes d'AquaNox est son monde sous-marin détaillé et immersif. Les joueurs sont transportés dans un univers riche en détails, avec des environnements aquatiques magnifiquement rendus et une ambiance sonore captivante. Les décors sont variés, allant des vastes étendues océaniques aux cités sous-marines étourdissantes, en passant par des épaves de navires et des grottes mystérieuses. L'attention portée aux détails, tant visuels qu'auditifs, crée une atmosphère unique et contribue à l'expérience immersive d'AquaNox.
Le développement de la franchise a connu une histoire mouvementée ; les éditeurs et développeurs se sont succédé au gré des rachats par de plus grandes entreprises, si bien que chaque épisode suit une orientation propre, tant au niveau du scénario (lutte contre des robots dans le premier, combat contre des monstres marins dans le second, course au trésor dans le troisième) qu'au niveau du gameplay (jeu de simulation pour le premier, jeu d'arcade pour les deux suivants, et enfin jeu de tir à la troisième personne pour le dernier). Malgré cela, les bases ont été conservées, tant au niveau de l'arsenal des vaisseaux et de l'armement, qu'au niveau de l'ambiance générale de l'univers d'Aqua, volontairement sombre et violente.

## Histoire générale

### Origine et organisation d'Aqua
Au milieu du XXIe siècle, les ressources commencèrent à se faire rares, obligeant les entreprises et États à trouver de nouvelles richesses au fond des océans. Cette recherche conduisit à la création de plusieurs stations minières dans l'océan Pacifique, Atlantique et Indien. Cependant, l'exploitation du fond des océans ne suffisait pas à couvrir tous les besoins de la population terrestre, ce qui provoqua le déclenchement de guerres civiles puis militaires, et finalement, mena à une guerre nucléaire globale. Le peu de personnes ayant les moyens de s'échapper, fuirent alors vers des centres de réfugiés sous-marins. Ces centres ayant une capacité d'accueil limitée, la majeure partie des survivants de la guerre nucléaire durent rester à la surface, face à une mort certaine.
L'hiver nucléaire entoura d'une épaisse couche de glace toute la surface de la Terre, y rendant la vie impossible. La seule vie existante encore sur Terre se trouvait à 3 000 mètres de profondeur dans les océans, dans le monde d'Aqua. Les évènements qui suivent se déroulent au milieu du XXVIIe siècle.
Aqua est divisée en plusieurs blocs politiques, tels la Fédération Atlantique (démocratie), l'Union des Clans Arabes (ou « Clansunion », oligarchie) et le Shogunate Russio-Japonais (monarchie). Dans le Pacifique Sud se trouve la « Tonardo Zone », le repaire mouvementé et anarchique de la communauté des mercenaires, pirates et criminels.
Il y a fort longtemps, une compagnie a monopolisé plusieurs entreprises vitales pour la survie des humains sous l'eau : EnTrOx, ce qui signifie « Énergie–Transport–Oxygène ». (En fait, « oxygène » est un terme désuet. L'oxygène devenant toxique une fois sous pression, les humains sont contraints de respirer de l'air artificiel, un mélange à base d'hélium et d'oxygène exclusivement produit par EnTrOx ; de ce fait, aucune puissance ne peut s'attaquer à cette compagnie.) De nouvelles technologies ont vu le jour pour permettre des voyages sous-marins hyper-rapides (propulsion dipolaire, supercavitation). Toutefois, plusieurs anciennes technologies furent perdues ou sont devenues inutiles. Par exemple, du fait de la saturation de l'atmosphère en radiations, les communications satellitaires et le GPS sont devenus impossibles (bien que certaines organisations fassent des recherches pour permettre la restauration de ces technologies).

### Rendu de la vie sous-marine
Le ton de la série est volontairement sinistre. Les fonds marins sont sombres et silencieux, et aucune vie sous-marine n'est détectable. Bien qu'il s'agisse d'un jeu en 3D, avec une liberté de mouvement sur les trois axes, la présence du plancher océanique et du plafond supérieur de décompression limite le mouvement sur l'axe vertical, ce qui donne une sentiment d'enfermement. Les dialogues du jeu viennent également renforcer cette idée d'isolement, car il est fréquent d'entendre des personnages se plaindre de la promiscuité de la vie sous les océans, ou déplorer leur manque de liberté.
L'univers d'Aqua est présenté comme un sanctuaire de la corruption. Les principales puissances d'Aqua sont des anarchies gérés par des seigneurs de guerre, et la seule puissance démocratique, la Fédération Atlantique, croule sous les pots-de-vin, la drogue et la criminalité. Les mercenaires ne subsistent que par leurs actes de piraterie répétés, et la plupart des habitants d'Aqua sombrent dans l'alcool ou la drogue. Les guerres et les attaques terroristes sont chose fréquente, et aucune volonté politique ne semble vouloir y mettre un terme définitif.
Malgré ce portrait sinistre, le joueur incarne toujours le bon rôle. Même si Emerald Flint est un héros au tempérament violent, le scénario fait en sorte que les victimes du joueur ne soient que des criminels ou des terroristes, et non des innocents. Le scénario apporte également un sentiment d'espoir, celui de stopper les conflits militaires et d'apporter la paix dans le monde d'Aqua. Cet espoir se retrouve dans AquaNox 2, où le héros William Drake doit trouver les Larmes de l'ange avant la confrérie adverse, pour le bien de l'humanité.

### Protagonistes

#### Emerald «DeadEye» Flint
Flint est l'un des personnages principaux de la série. Il est originaire de la Tornado Zone, et a deux frères, chacun ayant un nom de pierre précieuse. Il a gagné son surnom DeadEye (« œil de lynx ») grâce à ses nombreux combats, et est célèbre dans tout Aqua. Il est remarquable pour son cynisme à toute épreuve et son égo démesuré, capable de rire de sa propre mort même dans les pires circonstances. Citation (Flint vient de remplir une série missions très lucratives pour la Fédération, et le vaisseau de commandement est attaqué par des anarchistes) :
- Commandant : « Now get your boat ready and undock, or you won't be seeing any of your bonus! (« Et maintenant, embarquez votre navire et allez sur le terrain, ou vous ne verrez même pas la couleur de votre argent ! ») »
- Flint : « Don't worry, I'll show them! Nobody gets between me and my money! (« Ne vous inquiétez pas, je vais le leur montrer ! Personne ne se mettra entre moi et mes crédits ! ») »

Homme à femmes et éternel séducteur, il renferme néanmoins une rage insurmontable, qu'il essaye tant bien que mal de dompter. Ses propos sont parfois extrêmement crus, notamment lorsqu'il promet des mises à mort atroces à ses adversaires, ou dans AquaNox 1, lorsqu'il jure d'exterminer le peuple Crawler tout entier.

#### William Drake
Fils unique et seul héritier d'une entreprise de construction navale, Drake a choisi de vivre une vie d'aventurier. Embrigadé malgré lui dans un groupe de mercenaires, il se pliera à leurs volontés et explorera l'océan pour découvrir l'abri sous-marin de son ancêtre, censé renfermer des travaux scientifiques de haute valeur.
Timide et naïf, il n'en est pas moins déterminé à aider ses compagnons, et son combat contre l'Ordre le fera sombrer dans une spirale de violence.

## Épisodes

### Archimedean Dynasty
Archimedean Dynasty est le précurseur de la série AquaNox, développé par Massive Development et publié par Blue Byte Software en 1996. Le joueur incarne Emerald « DeadEye » Flint, un mercenaire qui remplit diverses missions (légales et illégales) pour le compte de seigneurs de guerre et d'amis influents. Il finira par se rallier à une cause plus honorable en combattant les Bionts et en sauvant l'humanité d'Aqua.

### AquaNox
AquaNox est la suite chronologique d'Archimedean Dynasty, sorti en 2001. Celui-ci fonctionne maintenant sous Windows et utilise un nouveau moteur 3D, T&L. Il est le seul opus de la série à offrir une vaste quantité de vraies informations sur les océans, telles l'étude des courants marins, de la volcanologie et de l'adaptation humaine à la vie sous-marine.
Là encore, le joueur incarne Emerald « DeadEye » Flint, cinq ans après les évènements d'Archimedean Dynasty. Le héros fait désormais partie d'une brigade de mercenaires, dont l'objectif est de détruire les derniers Bionts encore en vie. Ses motivations vont rapidement évoluer au cours de l'histoire, et il sera impliqué dans une guerre civile mondiale, avant de lutter une fois encore pour la survie de l'humanité, cette fois-ci contre les Anciens.

### AquaNox 2: Revelation
AquaNox 2 est l'opus suivant, sorti en 2003. L'amélioration du moteur 3D permet d'afficher de bien meilleurs graphismes et de mieux gérer les effets spéciaux.
Le jeu se déroule cette-fois-ci autour de William Drake, le dernier descendant d'une vieille famille aristocratique, qui sera embarqué malgré lui dans une course au trésor. Les évènements se déroulent durant la même période que celle d'AquaNox premier du nom, mais les deux scénarios ne se rejoignent quasiment jamais.

### AquaNox: The Angel's Tears
AquaNox: The Angel's Tears est une conversion d'AquaNox 2: Revelation sur PlayStation 2. Le scénario reste à l'identique, seuls les graphismes ont été améliorés. Cependant, à la suite de la dissolution du studio de développement, le jeu ne sera pas commercialisé.

### Aquanox: Deep Descent
Après que la société THQ Nordic ait repris les droits de la série, l'éditeur a travaillé sur un reboot de la série en collaboration avec le studio Digital Arrow, sous le nom d'AquaNox: Deep Descent.
Ce nouveau volet, sorti le 16 octobre 2020, disponible sur PC, PlayStation 4 et Xbox One et reprend les grandes lignes du gameplay de la série sous un rendu graphique évidemment largement supérieur à ses homologues des années 2000. Après 17 ans d'attente, il a été accueilli de façon mitigée par les fans, qui retrouvent l'univers original de la série mais critiquent un scénario répétitif et simpliste.